# 李肯翊
李肯翊（韓語：이긍익，1736年—1806年），朝鮮實學家。字長卿（장경），號完山（완산），又號燃藜室（연려실）。生於漢城府，是書法家、學者李匡師之子。本貫全州李氏，是朝鮮定宗第十子德泉君李厚生的後代。

## 生平
李肯翊自幼隨父從學。少年時便學有所成，學識淵博，書法精湛。他鑽研實學，且以考據派學者之名聞名全朝鮮。其自號「燃藜室」，取自漢代劉向「太乙燃藜」的典故。
李肯翊家族為少論派成員，對景宗辛壬士禍、英祖李麟佐之亂等事頗多不滿。李肯翊20歲時，其父李匡師因羅州掛書事件被流放至薪智島等地，李肯翊亦受到牽連，多次受刑、發配與流放，終其一生顛沛流離、潦倒度日。
李氏著作豐富，但多於流放途中散佚，僅存以分冊編撰方式撰述朝鮮王朝自朝鮮太祖至朝鮮顯宗年間王室歷代史實的《燃藜室記述》傳世。
李肯翊編史講求「述而不作」與「不偏不黨」，力求忠於史實、不帶偏見、不含個人立場。他所取材之史料涵蓋南人、北人、老論與少論等各派人物，不論知名與否皆兼容並采，並以朝鮮本土史料為主要來源。此點與韓致奫撰寫《海東繹史》時採用中日史料之編史方式形成對比。

## 著作
- 《燃藜室記述》